# Eric Harold Neville
Eric Harold Neville, conocido como E. H. Neville (1 de enero de 1889 - 22 de agosto de 1961) fue un matemático británico especializado en funciones elípticas. También es conocido por haber convencido al célebre matemático indio Srinivasa Ramanujan para que viajase a Inglaterra. 

## Primeros años
Neville nació en Londres en 1889. Asistió a la Escuela William Ellis, donde sus habilidades numéricas fueron reconocidas y alentadas por su profesor de matemáticas, T. P. Nunn. En 1907 ingresó en el Trinity College de Cambridge, graduándose como segundo wrangler dos años después, y siendo elegido para una beca en el Trinity College. 
Mientras estuvo allí, se familiarizó con otros compañeros de Cambridge, especialmente con los matemáticos Bertrand Russell y con G. H. Hardy. 
En 1913 se casó con Alice Farnfield (1875-1956); en 1914 tuvieron un hijo llamado Eric Russell Neville, que murió antes de su primer cumpleaños. La pareja permaneció casada hasta el fallecimiento de Alice. Neville mantuvo una relación cercana con la matemática Dorothy Wrinch, cuyo biógrafo considera que Neville estaba enamorado de ella desde 1930.

## Carrera
Las principales áreas de especialización de Neville eran geométricas, con particular interés en la geometría diferencial, que predominó en la mayoría de sus primeros trabajos. Al principio de su beca en el Trinity College, en una disertación sobre ejes en movimiento, generalizó el método de Darboux de la tríada en movimiento y los coeficientes de giro al eliminar la restricción del marco ortogonal. Publicó La cuarta dimensión (1921) para desarrollar métodos geométricos en el espacio de cuatro dimensiones. Durante su tiempo en Cambridge, el trabajo de Bertrand Russell sobre los fundamentos lógicos de las matemáticas ejerció sobre Neville una gran influencia, y en 1922 publicó su Prolegomena to Analytical Geometry, un tratado detallado sobre los fundamentos de la geometría analítica, incluida la geometría compleja, proporcionando un desarrollo axiomático del tema. 
En 1914, como profesor visitante, viajó a la India, donde, en respuesta a una solicitud de Hardy, logró persuadir al matemático indio Ramanujan para que lo acompañara de regreso a Inglaterra, desempeñando así un papel vital en el inicio de uno de las colaboraciones matemáticas más célebres del siglo XX. Ramanujan se haría posteriormente amigo de Hardy. 
El algoritmo de Neville para la interpolación polinómica es ampliamente utilizado. 
Neville no se unió al ejército cuando estalló la Primera Guerra Mundial en el verano de 1914. Su mala vista le habría impedido el servicio activo, pero declaró su oposición al conflicto y se negó a luchar. Probablemente fue esta declaración pacifista la que causó que no se renovara en 1919 su beca del Trinity College. 

## Presidencia en Reading
Al salir de Cambridge, fue nombrado presidente de matemáticas en la Universidad de Reading. En pocos años, su trabajo permitió a la institución recibir una carta universitaria y otorgar sus propios títulos a partir de 1926. 
Neville tenía un gran interés en las funciones elípticas, habiendo enseñado el tema a estudiantes de posgrado en Reading desde la década de 1920. Pensaba que la reciente disminución de la popularidad del tema se debía a su dependencia de una gran cantidad de fórmulas complicadas, a la gran variedad de notaciones diferentes y confusas, y a una definición artificial que se basaba en su familiaridad con las funciones theta. Un período de recuperación de una enfermedad en 1940 le dio la oportunidad de poner varios años de apuntes en forma publicable. El resultado fue su obra más conocida: Jacobian Elliptic Functions (1944). 
Al comenzar con la función p de Weierstrass y asociarla con un grupo de funciones doblemente periódicas con dos polos simples, pudo dar una demostración simple de las funciones elípticas jacobianas, así como modificar la notación existente para proporcionar un enfoque más sistemático del tema. Desafortunadamente, no logró la intención declarada de su autor de "restaurar las funciones jacobianas al currículum elemental" (NEVILLE 1951, vi) y su aparición llegó demasiado tarde para tener un efecto real sobre el dominio del enfoque clásico de las funciones elípticas. 
Neville se retiró de la Universidad de Reading en 1954, pero continuó publicando artículos en la Gaceta de Matemáticas. Estaba trabajando en una secuela de su libro sobre funciones elípticas, cuando murió el 22 de agosto de 1961. Un obituario indica con pesar que: "un talento tan brillante y versátil podría haber sido aprovechado para una importante investigación matemática".

## Membresías profesionales y honores
Neville era un miembro activo de varios cuerpos matemáticos y científicos. Elegido como miembro de la London Mathematical Society en 1913, sirvió en su consejo de 1926 a 1931. Asistió regularmente a reuniones de la Asociación Británica para el Avance de la Ciencia, siendo Presidente de la Sección A (Matemáticas y Física) en 1950. También presidió su Comité de Tablas Matemáticas de 1931 a 1947 y, cuando estuvo bajo los auspicios de la Royal Society, contribuyó con dos conjuntos de tablas, en la serie Farey de orden 1025 (1950) y tablas de conversión de coordenadas rectangular-polar (1956).

## En la cultura popular
- Una representación de su vida muy ficticia se presenta en la novela de 2007 titulada The Indian Clerk (El Secretario Indio).

## Trabajos
- 1921: The Fourth Dimension, Cambridge University Press, weblink from University of Michigan Historical Math Collection.
- 1922: Prolegomena to Analytical Geometry in Anisotropic Euclidean Space of Three Dimensions, Cambridge University Press via Internet Archive
- 1942: 'Srinivasa Ramanujan" Nature 149:292.
- 1944: Jacobian Elliptic Functions, Clarendon Press vian Internet Archive[4]